# Volvo
Skupina Volvo (švedsko Volvokoncernen; Aktiebolaget Volvo, ali samo AB Volvo) je švedski mednarodni koncern, ki proizvaja tovornjake, avtobuse, gradbene stroje in drugo industrijsko opremo. V preteklosti je bil v skupini tudi proizvajalec avtomobilov Volvo Cars, vendar so to divizijo prodali kitajskemu Geely (Zhejiang Geely Holding Group Co., Ltd). Sedež Volva je v Göteborgu. 
Volvo je bil ustanovljen leta 1915 kot podružnica proizvajalca ležajev SKF (Svenska Kullagerfabriken), najverjetneje od tod tudi ime Volvo, ki v latinščini pomeni "se kotalim". Uradno je bilo podjetje ustanovljeno 14. aprila 1927, ko so predstavili svoj prvi avtomobil Volvo ÖV 4, znan tudi kot "Jakob". Prvi tovornjak "Serija 1" iz leta 1928 je bil takojšnji uspeh. 
Leta 1999 je Evropska unija prepovedala združitev s Scanio.
Januarja 2001 je Volvo kupil Renaultov oddelek tovornjakov Renault Véhicules Industriels in ga preimenoval v Renault Trucks. Ima pa Renault v lasti 21,7 % delnic Volva.
Volvo Trucks ima tudi v lasti ameriškega proizvajalca tovornjakov Mack Trucks.

## Blagovne znamke
- Nova Bus
- Prevost
- Renault Trucks
- SDLG (Shandong Lingong, Kitajska)
- UD Trucks
- Volvo Buses
- Volvo Construction Equipment
- Volvo Financial Services
- Volvo Penta
- Volvo Rents
- Volvo Trucks
- Eicher (50:50 sodelovanje z indijskim Eicher Motors)
- Mack Trucks